# Baghu
Baghu est une région dans le sud de l’Iran à l'ouest de Mogam. Son nom signifie "La ferme" en perse, et est le lieu de vie de la tribu arabe des Al Obaidli.